# Qormusta Tengri
Qormusta Tengri (bouriate : Хурмаста, Хормуста-тенгри, Хан-Хурмаста, ou encore согдийского Хурмазта, Qormusata Tngri signifiant, « Roi des Dieux », également transcrit Qormusta Tngri et Hormusta) est un dieu de la mythologie et du chamanisme mongols, décrit comme le dieu en chef des 99 tngri, et le chef de 33 dieux. Il est l'équivalent de la divinité turque Hürmüz et de Kormos Han,.
Selon Walther Heissig, le groupe de 33 dieux dirigés par Qormusata Tngri coexiste avec le groupe bien connu des 99 tngri. Qormusata Tngri est assimilé à Ahura Mazda, le dieu-chef iranien, et à Esrua, qui à son tour est Brahma, le dieu Hindou de la création. L'influence Indienne peut expliquer les 33 dieux, par analogie avec Indra (auquel Michael York le compare, en tant qu'être actif) et ses 33 planètes (ou dieux). Qormusata Tngri conduit ces 33 dieux, et dans les premiers textes mongols, il est également mentionné en tant que leader de 99 tngri. Il est lié à l'origine de l'incendie : « le Bouddha a frappé la lumière et Qormusata Tngri a allumé le feu ». Une fable mongole du renard décrit un renard si malin que même Qormusata Tngri (en tant que leader des 99 tingri) est victime de ses pièges. Dans un conte mongol, Boldag ugei boru ebugen (L'impossible vieil homme, Boru), il est le dieu du ciel avec le corbeau et le loup comme « fidèles agents ».
L'entrée relativement récente de Qormusata Tngri dans le panthéon mongol est également indiquée par les tentatives de la part de Mergen Gegen Lubsangdambijalsan (1717-1766 ?) pour remplacer les anciens dieux chamaniques dans la liturgie par cinq dieux Lamaïstes, dont Qormusata Tngri. Dans un texte, il est présenté comme le père de Sagang Sechen, figure cultuelle du XVIIe siècle, qui est en même temps une incarnation de Vaiśravaṇa, l'un des Quatre Rois Célestes dans le Bouddhisme.

## Dans le Manichéisme
Dans le Manichéisme, le nom Ohrmazd Bay (dieu Ahura Mazda) a été utilisé pour désigner la figure primale Nāšā Qaḏmāyā, le « premier homme » et émanation du Père de la Grandeur (appelé Zurvān dans le Manichéisme). Ohrmazd Bay apparaît après que Zurvān se soit sacrifié pour défendre le monde de la lumière, et ait été consommé par les forces des ténèbres. Bien que Ormuzd soit libéré de ce monde de ténèbres, son « fils », souvent appelé ses vêtements ou ses armes, demeure. Son fils, plus tard connu comme l'« Âme du Monde » après une série d'événements, va selon la plupart des versions s'échapper de la matière et retourner à nouveau vers le monde de la lumière, d'où il est venu.

## Dans le Bouddhisme
En Bouddhisme Sogdien, Xurmuzt ou Hürmüz était le nom utilisé à la place d'Ahura Mazda.
Via des contacts avec d'autres peuples turcophones, comme les Ouïghours, ce nom Sogdien est venu arrivé chez les Mongols, qui utilisent encore le nom de cette divinité Qormusta Tengri ; Qormusta (ou Qormusda) est maintenant une divinité assez populaire, apparaissant dans de nombreux contextes qui ne sont pas explicitement Bouddhistes, et est devenu synonyme du vieux-turc pour le dieu Kürmez Han ou Kormos Han.